# Thingbewegung
Die Thingbewegung war im frühen 20. Jahrhundert in Deutschland zunächst eine Bewegung bei manchen Verbänden der Jugendbewegung, etwa dem Quickborn-Arbeitskreis. Großversammlungen, wie Verbands-Jahresversammlungen, wurden unter dem germanischen Begriff Thing abgehalten. Darin sollte ihre Abkehr von den abgelehnten Formen der Wilhelminischen Epoche und die Rückbesinnung auf eine vermeintlich bessere Zeit der tugendhaften Ahnen zum Ausdruck kommen. Es war üblich, die Gesamtversammlungen mit Darbietungen eigener Kunst zu beleben: Trachten, Tanz, Gesang, Dichtung, Laienspiel.
Nach der Weltwirtschaftskrise 1929 sollten auch außerhalb der Jugendverbände, aber nach ihrem Vorbild, solche Großereignisse gestaltet werden. Diesem Zweck widmete sich der „Reichsbund der deutschen Freilicht- und Volksschauspiele e. V.“. Auf Vorschlag des Theaterwissenschaftlers Carl Niessen wählte man für die geplanten Veranstaltungen die Bezeichnung „Thingspiel“. 

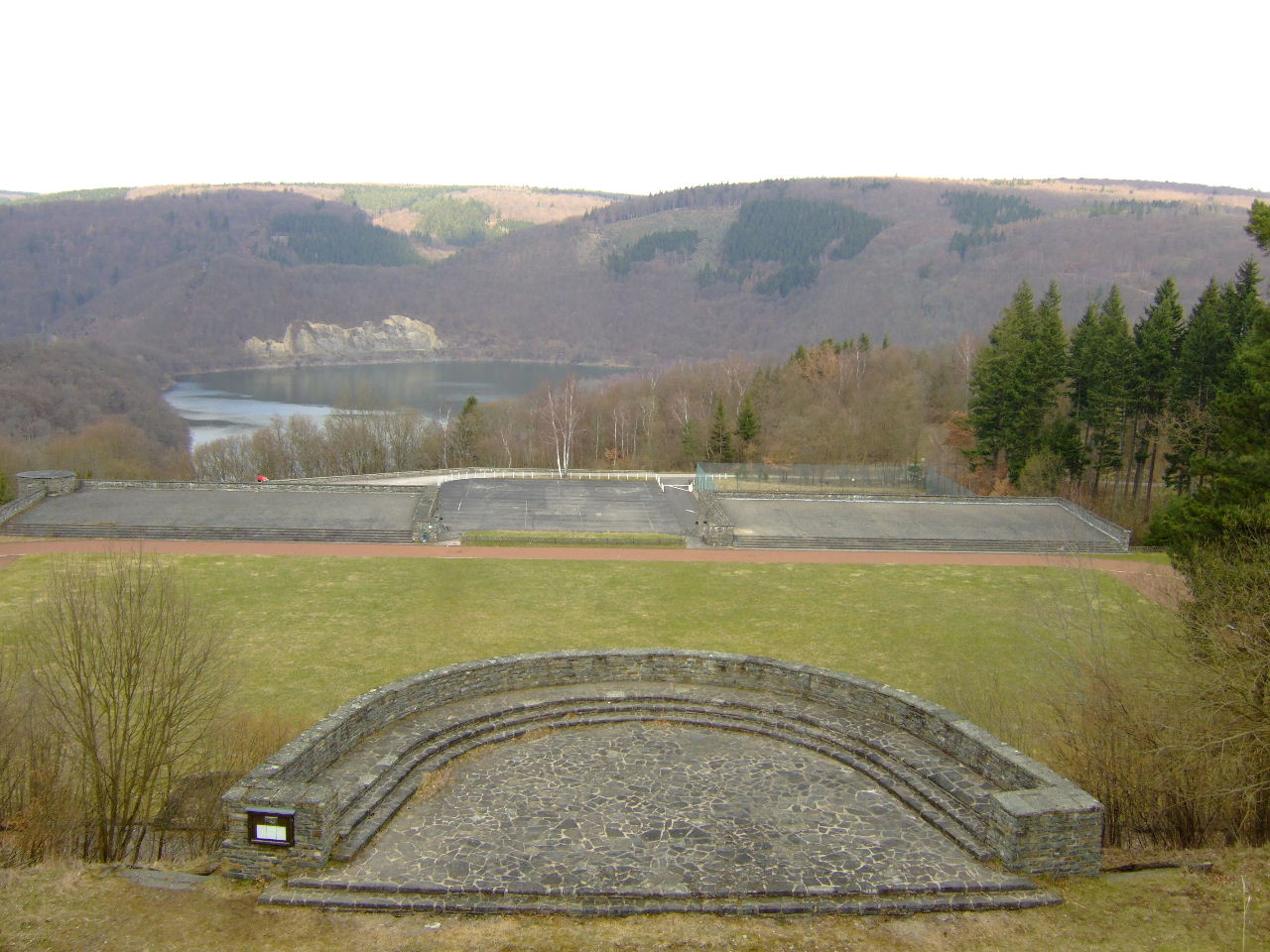
Sogenannter „Thingplatz“ der Nationalsozialistischen Ordensburg Vogelsang in der Eifel

Die Nationalsozialisten eigneten sich das neue Format sofort nach der Machtübernahme an, der Reichsbund wurde „gleichgeschaltet“. Es wurden über 400 Thingstätten geplant, wo vor großem Publikum regelmäßig Thingspiele stattfinden sollten; fertiggestellt wurden etwa 50. Ein Teil dieser Stätten ist bis heute als Freilichtbühne erhalten.
Joseph Goebbels leitete den Reichsbund nur etwa zwei Jahre lang, denn es zeigte sich sehr schnell, dass trotz des enormen Aufwandes, der bei der Thingbewegung betrieben wurde, die Popularität der Thingspiele weit hinter den Erwartungen der NS-Organisatoren zurückblieb. Die langatmigen Vorführungen waren nicht geeignet, die erhoffte Massenwirksamkeit zu entfalten. Aber auch die Widrigkeiten des Wetters machten den aufwendigen Planungen oftmals einen Strich durch die Rechnung. Die nationalsozialistische Führung nahm bereits 1936 von der Thingbewegung Abstand und nutzte stattdessen Film und Rundfunk als wirkungsvollere Instrumente für  ihre Propaganda.